# Eocuma striatum
Eocuma striatum is een zeekommasoort uit de familie van de Bodotriidae. De wetenschappelijke naam van de soort is voor het eerst geldig gepubliceerd in 1983 door Kurian & Radha Devi.